# Skills Challenge
El Skills Challenge o concurs d'habilitats de l'NBA va començar en l'All-Star Weekend de 2003. Està patrocinat tradicionalment per PlayStation i és un concurs per a jugadors que manegen bé la pilota. Consisteix en un exercici en el qual, en el menor temps possible, s'han de driblar obstacles, encistellar algunes cistelles i fer un passe directe i un altre picat que es validen si la bola passa per cercles. Els jugadors han de complir les regles bàsiques de maneig de la pilota del bàsquet. Dels quatre jugadors que competeixen, els dos amb millor temps passen a la següent ronda, on ambdós efectuen la mateixa prova per a així poder triar al guanyador.

## Guanyadors
| daga           | Jugador en actiu                                                 |
| Jugador(s) (#) | Número de victòries del jugador                                  |
| Team(s) (#)    | Número de vegades de l'equip al qual pertany el jugador vencedor |

| Temporada | Jugador(s)                      | Equip(s)                                 | Temps       |
| --------- | ------------------------------- | ---------------------------------------- | ----------- |
| 2002-03   | Jason Kidd                      | New Jersey Nets                          | 35.1 segons |
| 2003-04   | Baron Davis                     | New Orleans Hornets                      | 31.6 segons |
| 2004-05   | Steve Nash                      | Phoenix Suns                             | 25.8 segons |
| 2005-06   | Dwyane Wade                     | Miami Heat                               | 26.1 segons |
| 2006-07   | Dwyane Wade (2)                 | Miami Heat (2)                           | 26.4 segons |
| 2007-08   | Deron Williams                  | Utah Jazz                                | 25.5 segons |
| 2008-09   | Derrick Rose                    | Chicago Bulls                            | 35.3 segons |
| 2009-10   | Steve Nash (2)                  | Phoenix Suns (2)                         | 29.9 segons |
| 2010-11   | Stephen Curry                   | Golden State Warriors                    | 28.2 segons |
| 2011-12   | Tony Parker                     | San Antonio Spurs                        | 32.8 segons |
| 2012-13   | Damian Lillard                  | Portland Trail Blazers                   | 29.8 segons |
| 2013-14   | Damian Lillard (2) · Trey Burke | Portland Trail Blazers (2) Utah Jazz (2) | 45.2 segons |
| 2014-15   | Patrick Beverley                | Houston Rockets                          | —           |
| 2015-16   | Karl-Anthony Towns              | Minnesota Timberwolves                   | —           |
| 2016-17   | Kristaps Porziņģis              | New York Knicks                          | —           |